# 内海間差男
内海 間差男（うつみ まさお、1943年6月1日 - 2023年8月25日）は、日本の実業家。本名は内海征夫。

## 来歴
群馬県立高崎工業高等学校電気通信科を卒業した。卒業後は日本電信電話公社に入社したが、1968年10月に長男が生まれた事を機に退職する。営業を学ぶためにビクター計算機に転職した。
1971年、群馬県前橋市内に電話工事業者である(株)内海商会を設立した。1973年 - 1975年頃に、客からの「留守番電話を導入したけどなかなかメッセージを入れてもらえない。仮に子供でも電話に出てくれれば名前ぐらいは名乗ってくれるだろう」という話をきっかけに、「誰もいないところに掛かってきた電話を人のいるところに電話を転送する」という発想にたどり着く。この頃にも専用線を利用して、内線を延長するという技術はあったが、利用料が高く、中小企業が導入するのは難しかった。そこで、一般電話回線を使用して転送先に繋ぐ事を発想した。
1976年5月に転送電話を開発する。同年7月　(株)ゼロを設立し、転送電話の販売を開始する。この年に特許の申請を行う。(昭和51年　特許願　第025683号)